# Abraham Leuthner

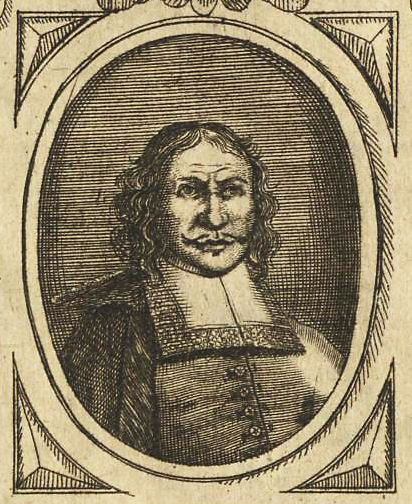
Abraham Leuthner von Grundt, Porträt auf dem Titel der Grundtlichen Darstellung …, 1677

Abraham Leuthner (auch: Leidner, Leittner, Leutner) von Grundt (* um 1639 in Wildstein b. Pilsen; † 12. Januar 1701 in Prag) war ein böhmischer Maurer- und Baumeister des Barocks.

## Leben

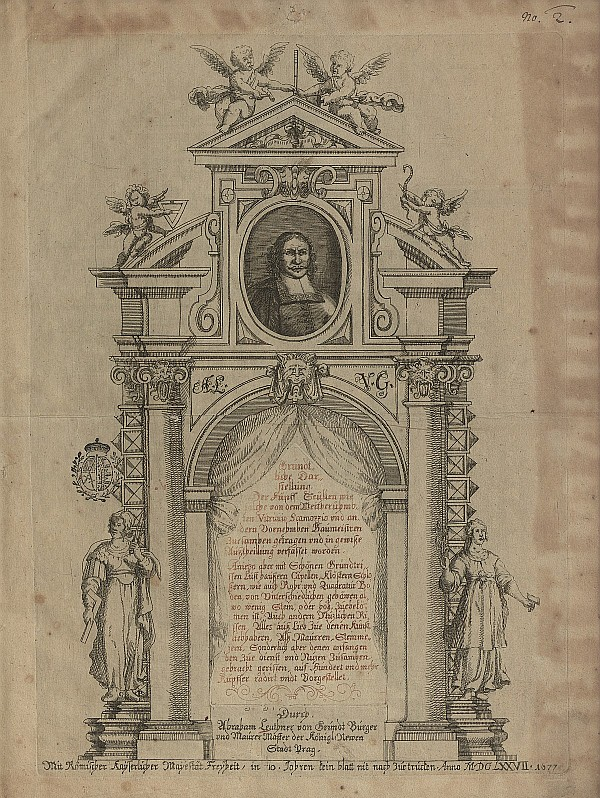
Titelblatt von Leuthners Werk Grundtliche Darstellung … (1677)

Über seine Herkunft und Ausbildung ist wenig bekannt. 1665 wird er als Bürger der Prager Neustadt erwähnt. Seine Vorbilder, denen er zahlreiche Anregungen verdankte, waren Carlo Lurago und Francesco Caratti, für den er 1668 die Maurerarbeiten am Palais Czernin in Prag durchführte. Er war einer der frühesten selbständigen böhmischen Bauunternehmer nicht-italienischer Herkunft. Zu seiner Bauhütte gehörten die fünf Brüder (Georg, Wolfgang, Leonhard, Christoph und Johann) Dientzenhofer, deren Lehrmeister er war. Anna Dientzenhofer, die Schwester der Dientzenhofer-Brüder, heiratete 1678 Wolfgang Leuthner, einen Verwandten von Abraham Leuthner.
Als sein architektonisches Hauptwerk gelten der Klosterbau und die Stiftsbasilika Waldsassen, deren Pläne er 1681/82 anfertigte. Nach der Fertigstellung des Konventgebäudes verließ er 1690 Waldsassen und wirkte danach vorwiegend im westlichen Böhmen. Von 1688 bis 1697 war er Festungsbaumeister in Eger (Cheb). Später wurde er Kaiserlicher Oberbau- und Schatzmeister im Königreich Böhmen.
1677 veröffentlichte Leuthner den Traktat Grundtliche Darstellung, Der Fünff Seüllen wie solche von dem Weitberühmbten Vitruvio Scamozzio und andern Vornehmben Baumeistren Zuesamben getragen und in gewiße Außtheillung verfasset worden … mit 80 Kupferstichen. Mit den „Fünf Seüllen“ sind die fünf klassischen Säulen- und Bauordnungen gemeint, die Leuthner wie damals üblich am Beginn seines Buches abhandelt (Tafel I–X, vgl. Tafel XXVII und XXVIII). Darauf folgen 70 weitere Tafeln, die Beispielentwürfe für Architekturelemente (Portale, Brunnen, Treppenhäuser, Deckengestaltungen …) sowie für ganze Bauten (Häuser, Paläste und Kirchen) in Grund- und Aufrissen enthalten. Leuthner entnahm diese Beispiele teils seinen eigenen Bauentwürfen, teils der damals verbreiteten Architekturliteratur. Er brachte dabei, um Kosten zu sparen, oft mehrere Entwürfe auf einer Kupferstichtafel unter, teils sogar auf den Kopf gestellt, und fügte in die Freiräume noch Darstellungen von Bauschmuck (Maskarons, Karyatiden, Rocaille-Rahmen etc.) vornehmer Architekten wie Scamozzi und Feinlein ein. Leuthners Traktat diente in der Folgezeit in verschiedenen Abwandlungen beim Bau von Wallfahrtskirchen und Gnadenkapellen im böhmisch-fränkischen Raum als Vorlage.

## Werke

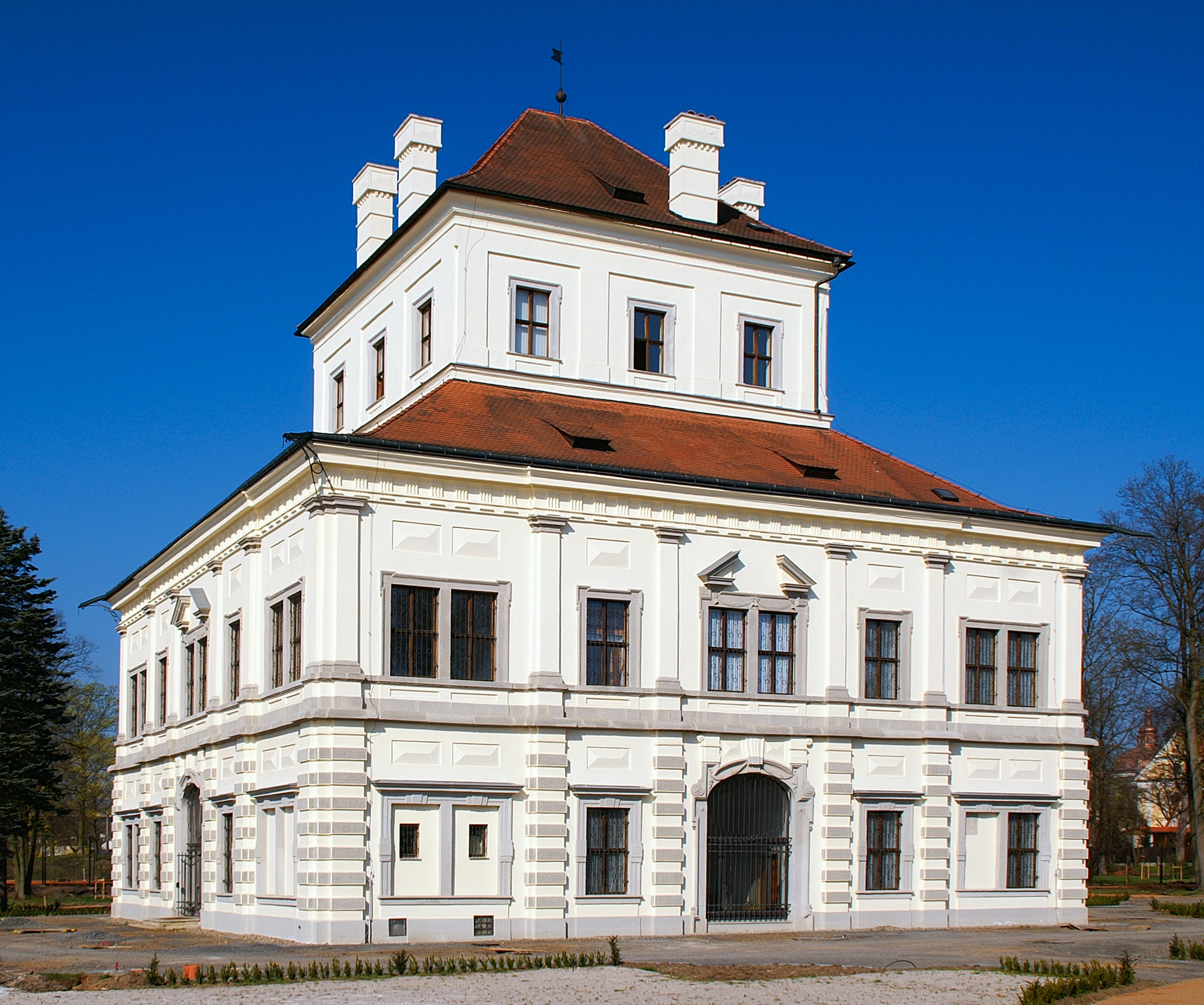
Lustschlösschen (Letohrádek) Weißes Schloss (Bílý dvůr) in Schlackenwerth, errichtet 1673–1679

### In Böhmen
- Prag, Palais Czernin: Maurerarbeiten (zusammen mit Maurermeister Joh. de Capaoli)
- Schlackenwerth: Schloss und Lustschlösschen Letohrádek (mit Christoph Dientzenhofer)
- Elbogen: Rathaus
- Eger: Umbau der Dominikanerkirche und des Klosters

### In Bayern
- Waldsassen: Kloster und Basilika (mit Georg Dientzenhofer)
- München, Theatinerkirche: Stuckarbeiten (zusammen mit Giovanni Nicolo Perti)